# Nazas
Nazas es una población del estado mexicano de Durango, ubicada en la región conocida como la Comarca Lagunera. Se encuentra a una altitud de 1250 metros sobre el nivel del mar y está situada a 139 km de la ciudad coahuilense de Torreón y a 203 km de la ciudad de Durango.
En  2010 la localidad fue inscrita por la Unesco en el Patrimonio de la Humanidad como parte del "Camino Real de Tierra Adentro". Es la cabecera del municipio homónimo

## Historia
La fundación de Mapimí en 1598, por parte de misioneros de la Compañía de Jesús, permitió la entrada de los europeos a la región, estableciéndose entonces la pequeña congregación de Cinco Señores, con la que se denominó un sitio que llevaría este título durante tres siglos. La guerra contra los tarahumaras arrasó Mapimí y sus alrededores, por lo que Cinco Señores no tuvo larga duración. 
En el siglo XVIII, cuando se levantaría de nuevo un pequeño poblado, protegido ahora por un sistema de presidios con un buen número de soldados que asegurara su permanencia. Hacia 1715, el gobernador Manuel S. Juan de Santa Cruz dio órdenes precisas para que se fundara el pueblo de Cinco Señores del río de las Nazas, en un punto intermedio entre los presidios de Pasaje y San Pedro del Gallo; la orden fue ejecutada. En 1725, el Capitán Don José de Berrotarán, trasladó hasta el sitio de la antigua misión jesuita a 120 familias de indios tarahumaras, que vinieron a sustituir las 200 familias coahuiltecas. En 1753 se erigió la Parroquia del lugar, quedando integrada a la Sagrada Mitra, por Cédula Real del 13 de noviembre de 1744. La antigua iglesia no sobrevivió el siglo XVIII. Dos construcciones la sustituyeron, siendo la última la que se construyó en los últimos años de la dominación española. 
El naciente estado de Durango quedó integrado por 10 partidos, siendo uno de ellos el de Cinco Señores, con cabecera en la villa del mismo nombre. Como parte constitutiva de dicho partido se consideró el municipio de San Pedro del Gallo, y aunque no se mencione, es evidente que comprendía los terrenos que después ocuparía San Luis de Cordero. Durante la intervención francesa en 1864,visitó la población el presidente Benito Juárez, rumbo a Chihuahua. Se alojó durante una semana en la casa del coronel Silvano Flores, esperando el resultado del encuentro entre las fuerzas de Patoni y los franceses, en Santa Clara. 
La derrota del Ejército Republicano lo obligó a emprender su viaje a la frontera norteamericana. El Presidente Juárez llegó a Nazas el 17 de septiembre dado que el 15 de septiembre del mismo año celebró el grito de Independencia en la Hacienda de Pedriceña, y un día después, o sea el 16 de septiembre decidió alojarse en la Hacienda del Sovaco, hoy ruinas en el Ejido de Paso Nacional. La Casa Juárez hoy es propiedad del Ejido Nazas y está en comodato con la Presidencia Municipal donde se encuentran las oficinas de SEDESOL, Biblioteca Municipal, DIF Municipal y Sala de Rehabilitación para Terapistas. En la división territorial de 1867 empieza a denominarse el municipio como Nazas, simplemente, dejando atrás el nombre de los patronos que fueron asignados originalmente. San Joaquín, Santa Ana, San José, María y Jesús, sintetizas en la fórmula mencionado de Cinco Señores.

## Geografía

### Ubicación y orografía
El municipio se encuentra en la región de la comarca lagunera y tiene una superficie de 2,412.80 kilómetros cuadrados. El suelo del municipio se caracteriza por mesetas y llanuras, destacando las montañas del Rosario.

### Hidrográfica
El municipio de Nazas, económicamente depende mucho o en un muy alto porcentaje del río que lleva su mismo nombre, hace su recorrido de poniente a oriente, al penetrar en este territorio el río corre por una cañada estrecha hasta la desembocadura del Arroyo de Covadonga, en donde comienza el gran valle agrícola con tierras planas que se extienden sobre su propio lecho. El río Nazas se abastece de la Presa Lázaro Cárdenas, la cual regula su flujo de acuerdo a sus necesidades de la programación agrícola y almacena sus sobrantes en la Presa Francisco Zarco para de ahí hacer una nueva programación de flujo hacia la región lagunera. Principalmente tiene dos grandes avenidas que duran aproximadamente tres meses cada una. Una al inicio de la primavera y la otra en verano.

### Clima
El clima característico del municipio es tanto el templado subhúmedo como el seco o estepario. La temperatura media anual es de 20.8 °C. La precipitación media anual es de 300 milímetros. La evaporación media anual es de 1,965.50 milímetros. La primera helada se registra en el mes de octubre y la última en el mes de marzo. Aunque existen testimonios de fenómenos naturales que registran heladas hasta en el mes de abril sin ser comunes provocando con esto una catástrofe en los cultivos agrícolas.

## Principales ecosistemas

### Flora
La vegetación está constituida principalmente por matorrales y mezquites. En la parte del valle del río Nazas abundan árboles silvestres como los álamos, mezquites, sabinos y sauces; de la misma manera en los terrenos de cultivo sobresalen las nogaleras.

### Fauna
La fauna está formada por venado, jabalí, zorra, gato montés, león silvestre, peces y serpientes.

## Recursos naturales
Sus condiciones climatológicas corresponden a la región semiárida del estado, lo que unido a la formación caliza de las montañas produce la vegetación característica de la zona, que es la lechuguilla, el guayule, el ocotillo y el cardenche. En cambio en la parte del norte, hay grandes planicies, que son prolongaciones de las vegas del río en donde se encuentran labores importantes que formaron las antiguas haciendas de Santa Bárbara, La Flor, Dolores, San Antonio y Colón y las de los pueblos de Paso Nacional, San Pedro del Tongo y Santa Teresa de la Uña, que levantan importantes cosechas de algodón, trigo, cacahuate y maíz. Existen valiosos recursos mineros de bentonita y uranio. A la fecha solo se explota la bentonita; sin embargo, la vida de los habitantes está basada en la agricultura y el ganado. También se aprovechan productos naturales de los terrenos semiáridos, entre los principales: la lechuguilla que produce fibras y el sotol del que se extrae el licor.

## Lugares de interés

### Arquitectónicos
La Parroquia de Santa Ana, de estilo barroco del siglo XIX.
Casa Juárez de estilo Colonial recientemente remozada que cuenta con una arcada interior muy original.  Algunos cascos de haciendas unos en uso y otros en desuso. Torreón construido por los hacendados para defenderse de los indios, iglesia de Dolores Hidalgo, molinos de trigo de la hacienda de San Antonio construido por los hacendados y desechado con la constitución del Ejido.

### Históricos
Monumento a Benito Juárez, junto al kiosco de dos pisos en la plaza.

### Fiestas populares
Las fiestas populares y más tradicionales en este municipio son en primer término la religiosa del 26 de julio donde se venera a la Virgen de Santa Ana, en la propia cabecera municipal.  Esta se desarrolla con misas, juegos pirotécnicos, danzas autóctonas, juegos mecánicos, eventos deportivos, vendimias de todos tipos y culmina con bailes populares. Otra de las fiestas de más tradición se celebra el 25 de diciembre en el Ejido del mismo nombre con motivo de celebrar la fecha del reparto agrario y se lleva a cabo con actos cívicos, desfile, eventos deportivos, carreras de caballos y festivales artísticos. De gran tradición también son la Feria Regional de Paso Nacional,  que se desarrolla por varios días para terminar el 26 de junio con motivo del Reparto Agrario donde existen actos cívicos, desfiles con carros alegóricos alusivos a la fecha, carreras de caballos, peleas de gallos, juegos pirotécnicos, coronaciones de reinas y terminan en bailes populares. Y la otra a celebrarse el día 8 de diciembre con motivo de venerar a la Virgen Patronal de la Purísima Concepción donde se celebra con misas, peregrinaciones y juegos pirotécnicos.
Tradiciones y costumbres
La fiesta de Nuestra señora Santa Ana, el 26 de julio, con feria y baile.
Música
Cuenta con una melodía titulada “El Corrido de Nazas” que fue escrita por el Profr. José Gallegos Nájera y la música por Manuel Galarza Ortega.
Artesanías
Las nazas son una especie de trampas que utilizaron nuestros antepasados para la pesca y que actualmente se utiliza. Esta trampa se fabrica especialmente de varas de sabino y mimbre.
Gastronomía
El único platillo tradicional del municipio es el asado que se hace de chile colorado y carne de puerco.

Centros turísticos
El Picacho, ubicado en las riveras del Río Nazas, (Nazas).
Puente del Diez de Abril (10 de Abril).
Puente de Paso Nacional (Paso Nacional).

### Personas destacadas
Enrique Torres Sánchez (1903-1965).
Gobernó la entidad en nueve ocasiones, nació en la risueña y pintoresca ciudad de Nazas, el 22 de febrero de 1903. Fueron sus padres el licenciado don Pedro Torres Saldaña y la señora doña Teresa Sánchez de Torres. Estudió las primeras letras en su población natal y posteriormente se trasladó a la capital del estado para realizar sus estudios superiores en el entonces Instituto Juárez, única institución de esta índole en la entidad. Más tarde, en la Ciudad de México ingresó a la Facultad de Derecho y Ciencias Políticas de la Universidad Nacional Autónoma de México, institución que le extendió el título de licenciado en Derecho el 14 de junio de 1928. Al terminar sus estudios ejerció la profesión de abogado con gran éxito en algunas ciudades de la región lagunera, fundamentalmente en Torreón, Coah., en donde fue Juez de Distrito y Notario Público. En la ciudad de Durango ocupó el cargo de magistrado del Supremo Tribunal de Justicia y en los años comprendidos entre 1933 y 1935 fue gobernador interino en ocho ocasiones.
José Ignacio Gallegos (1907-1999).
Historiador y cronista en la ciudad de Durango, autor de más de 15 obras sobre historia de Durango, director de la Biblioteca Pública del Estado y catedrático de Historia en la Universidad Juárez.  Nació en la ciudad de Nazas del estado de Durango, el 2 de noviembre del año de 1907, fue hijo de don José María Gallegos Pescador y de la señora doña Luz Caballero Meléndez de Gallegos. En la capital del estado estudió sus primeras letras y al terminar sus estudios primarios, ingresó al Instituto Juárez donde estudió secundaria, preparatoria y la carrera de abogado, obteniendo su título en brillante examen profesional. Se dedicó a ejercer su profesión manifestándose como hombre capaz, culto y honesto, desempeñó cargos importantes ligados con la abogacía, en el Poder Judicial del Estado, Judicial de la Federación y en otras ramas. Se ha dedicado a la investigación histórica.
José Alberto Terrones Benítez (1891-1971).
nacido en la ciudad de Nazas, Dgo., el año de 1891 y estudió su educación primaria elemental y superior en su tierra natal.  Se trasladó a la Ciudad de México, D.F., donde terminó sus estudios como Ing. Topógrafo. También participó destacadamente en la histórica batalla de la toma de Zacatecas, acciones donde alcanzó el grado de Teniente coronel, se incorporó al servicio activo del ejército y en el año de 1950 recibió el grado de General brigadier. Ocupó cargos muy importantes como militar en la Secretaría de la Defensa Nacional destacando entre otros el de director general de Infantería, comandante de las zonas militares de Mérida, Yuc., y San Luis Potosí.
Vicente Castro (1858-1920).
Abogado originario de Nazas, Dgo., fue en 1858 ayudante del Coronel y Lic. Estaban Coronado. En 1879 fue elegido Senador de la República por el estado de Durango. Fue padre del célebre músico Ricardo Castro.
Ricardo Castro (1879-1907).
Uno de los más altos valores artísticos de nuestro país, nació el 7 de febrero en la ciudad de Nazas y vivió en la ciudad de Durango, donde cursó su instrucción primaria hasta el año de 1879, año en que se trasladó a la capital de la República. Habiendo revelado desde muy pequeño su afición y grande vocación por la música, se le inscribió en el Conservatorio Nacional donde hizo su carrera en tres años solamente y obtuvo su título a los 16 años de edad. Representó a México en la Exposición de Nueva Orleans, en donde alcanzó grandes triunfos y en 1901 subvencionado por el Gobierno visitó los Conservatorios de París, Londres, Berlín, Bruselas, Roma, Milán y Leipzig. En 1907 fue nombrado Director del Conservatorio Nacional de Música y Declamación. Murió el 28 de noviembre de 1907.
Juan Francisco Flores (1868-1943).
El fundador del Ejido de Nazas, nació el 9 de septiembre de 1868, su infancia debe haber sido, como esa edad de todos los niños de la clase humilde, se ignora algún detalle sobresaliente de este ciclo de su vida. Su oficio, aquel con el que lograba sostener a su familia fue el de carrocero, trabajo que desempeñó por muchos años, y que a la famosa promulgación de la Ley del 6 de enero de 1915, abandonó en aras de un ideal que se revolvía dentro de su cerebro. Su muerte acaeció el día consagrado al patrón de los labradores, "15 de mayo de 1943".
Ciriaco Ríos García (1883-1980).
Maestro autodidacta, ejerció el magisterio por más de 50 años, nació en uno de los pueblos ribereños del río Nazas en el estado de Durango, un amanecer de fines de primavera de 1883, para ser exactos el 8 de junio, hijo de Don Manuel Ríos y de Doña Delfina García.  Es uno de los maestros de más o mayor trayectoria en el municipio. Ideó varios métodos para facilitar la enseñanza de las matemáticas. Fue pilar en la lucha agraria, falleció en 19 de noviembre de 1980 fue sepultado el día 20, después de la sesión solemne del Ejido el día del aniversario de la dotación ejidal en ceremonia especial, en el Salón Juan Francisco Flores. La Escuela Secundaria Federal de este lugar lleva su nombre.
Juan Galarza Medina.
Capitán piloto aviador, nació en Nazas en la casa que la nueva nomenclatura tiene el número 18 de la avenida Juárez. Hijo de Liborio Galarza y de Juana Medina.  Formó parte de una generación de alumnos distinguidos la mayoría, fueron discípulos del gran maestro don Rafael Estrada, director de la escuela para varones Leona Vicario, vetusto edificio de donde salieron más de 50 generaciones.  Fue también estudiante en la escuela J. Guadalupe Aguilera, pasando de esta institución a la escuela militar donde cursó la carrera de radio telegrafista, estudios que logró coronar después de tres años de constancia y esfuerzo. De ahí pasa a Guadalajara a la escuela de aviación donde dura otros tres años, al cabo de los cuales logra obtener sus alas, galardón que aspiran todos los estudiantes pilotos. Sirve como tal un año al Ejército Nacional, separándose después para venir a radicar en la Perla de la Laguna.

## Economía
En 1999 la población económicamente activa (PEA) del municipio de Nazas, está formada por un total de 2,580 personas, cifra que representa el 22.5% de la población total del municipio y dependen fundamentalmente de la agricultura y la ganadería. Fábrica de escobas y procesadora de fibra de la Unión de Ejidos. El 70% de la población económicamente activa se dedica al sector primario (agricultura, ganadería, silvicultura, caza y pesca).  1,806 personas. El 15% de la población económicamente activa se dedica al sector secundario (minería, explotación de petróleo y gas, electricidad, construcción, agua e industria manufacturera) 387 personas. El 12% de la población económicamente activa se dedica al sector terciario (comercio, transportes, gobierno y obras públicas). 310 personas, y el molino en San Antonio El 3% no especificado. 77 personas.